# Legea lui Murphy
Legea lui Murphy este maxima care are următorul enunț: „Dacă ceva poate să meargă prost, va merge prost”.
Numele legii vine de la inginerul american Edward Aloysius Murphy, Jr. (1918 – 1990). În 1948, pe când lucra la Institutul de Tehnologie al United States Air Force, a declarat despre asistentul său că „Dacă are vreo posibilitate de a greși, o va face”. Murphy a considerat legea ca un principiu de bază al „proiectării preventive”, în care trebuie asumate cele mai defavorabile condiții de operare și funcționare, și s-a opus interpretării într-un mod amuzant a legii.
De-a lungul timpului s-au adăugat o serie de alte „legi”, formând așa-numita murphologie:
- Legea lui Finagle: Dacă ceva poate să meargă prost, va merge prost, în cel mai defavorabil moment posibil.[3]
- Preceptul lui Flanagan: Murphy a fost un optimist.
- Paradoxul lui Silverman: Dacă legea lui Murphy poate să greșească, va greși.
- Legea extinsă a lui Murphy: Dacă o serie de evenimente pot merge prost, vor merge prost, în cea mai proastă secvență posibilă.

## Galerie de imagini

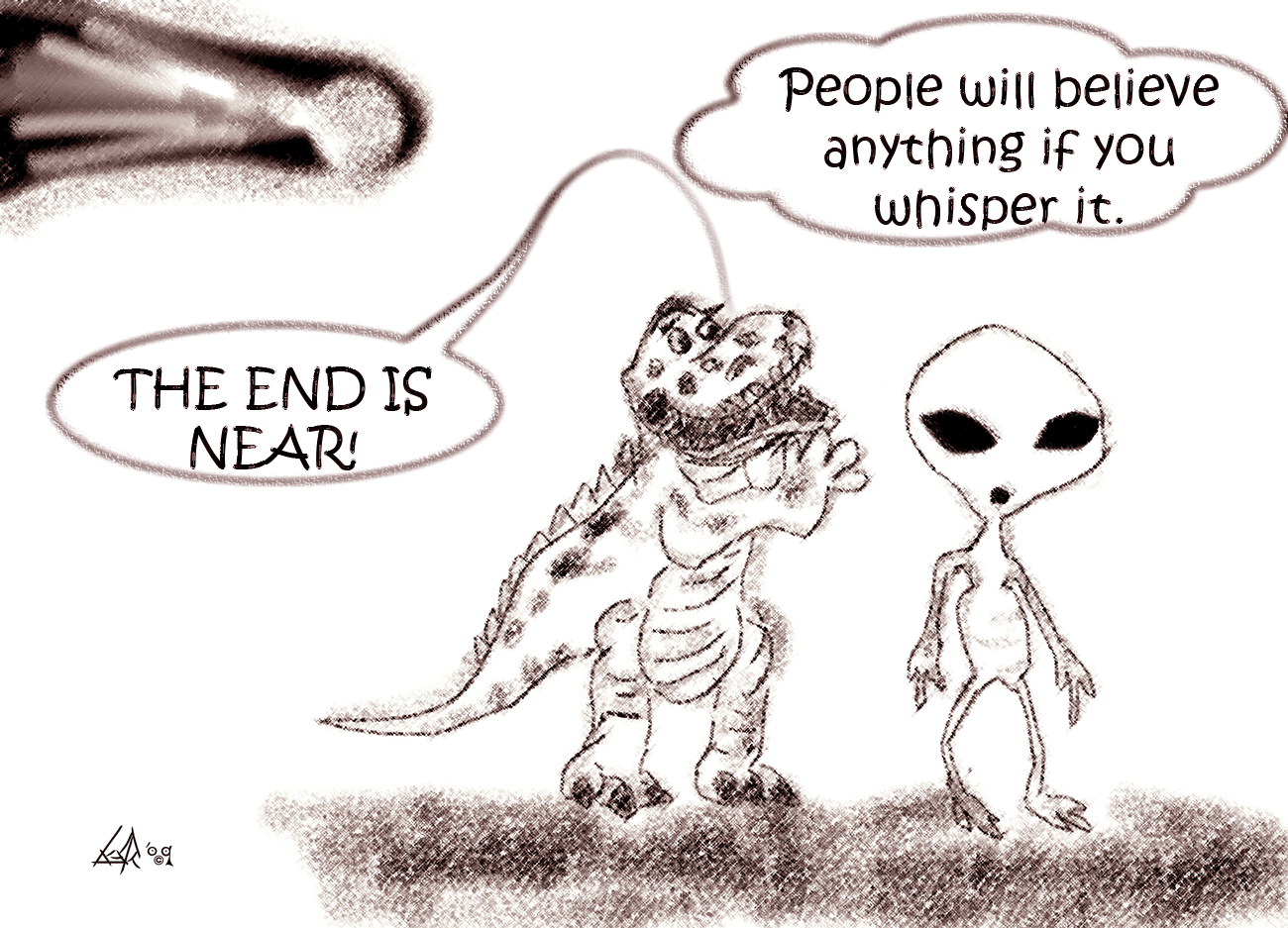
The whispered rule (Regula șoptită): Dinozaurul: "Sfârșitul e aproape !". Deasupra extraterestrului: "Lumea va crede orice dacă îi șoptești."
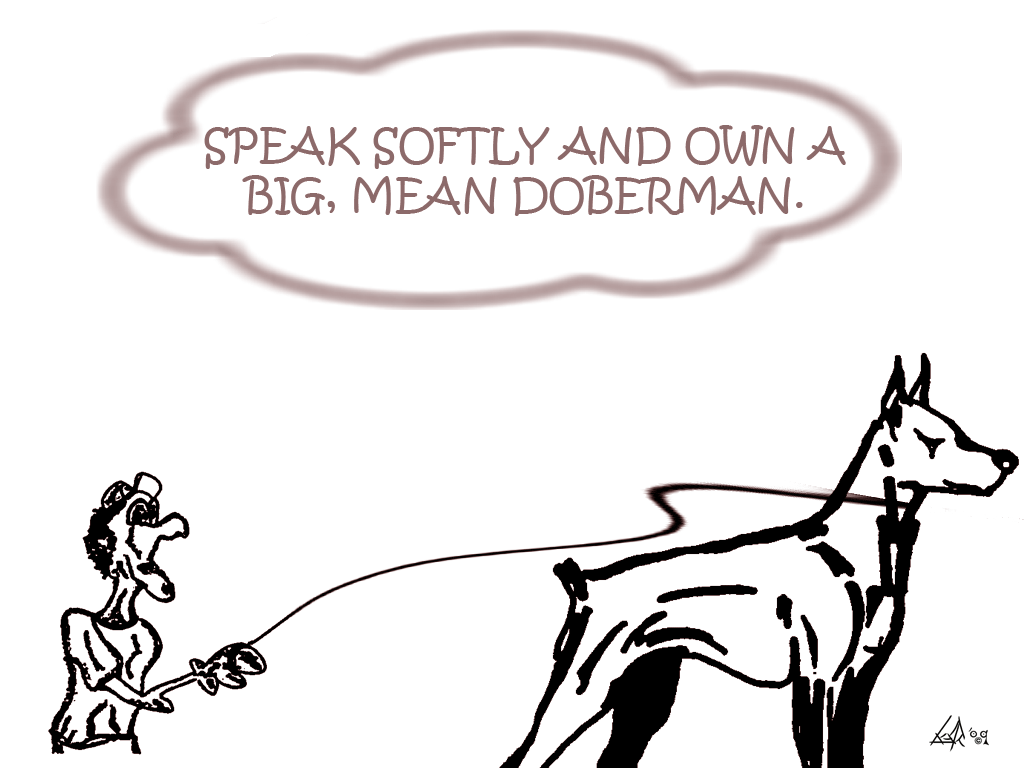
Dave's rule of street survival (Regula lui Dave pentru supraviețuirea pe străzi): "Vorbește blând și să ai cu tine un doberman mare și rău."
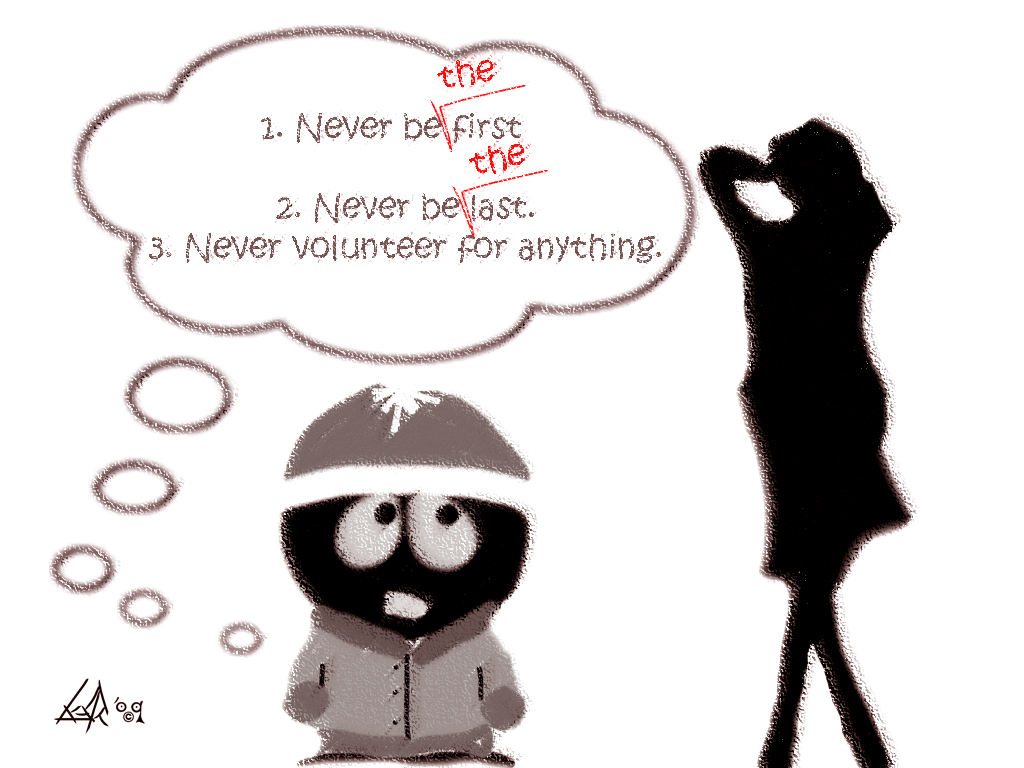
Danforth's rules of random selection (Regulile lui Danforth pentru selecția aleatorie): "1) Niciodată nu fii primul. 2) Niciodată nu fii ultimul. 3) Niciodată nu te oferi voluntar pentru nimic."
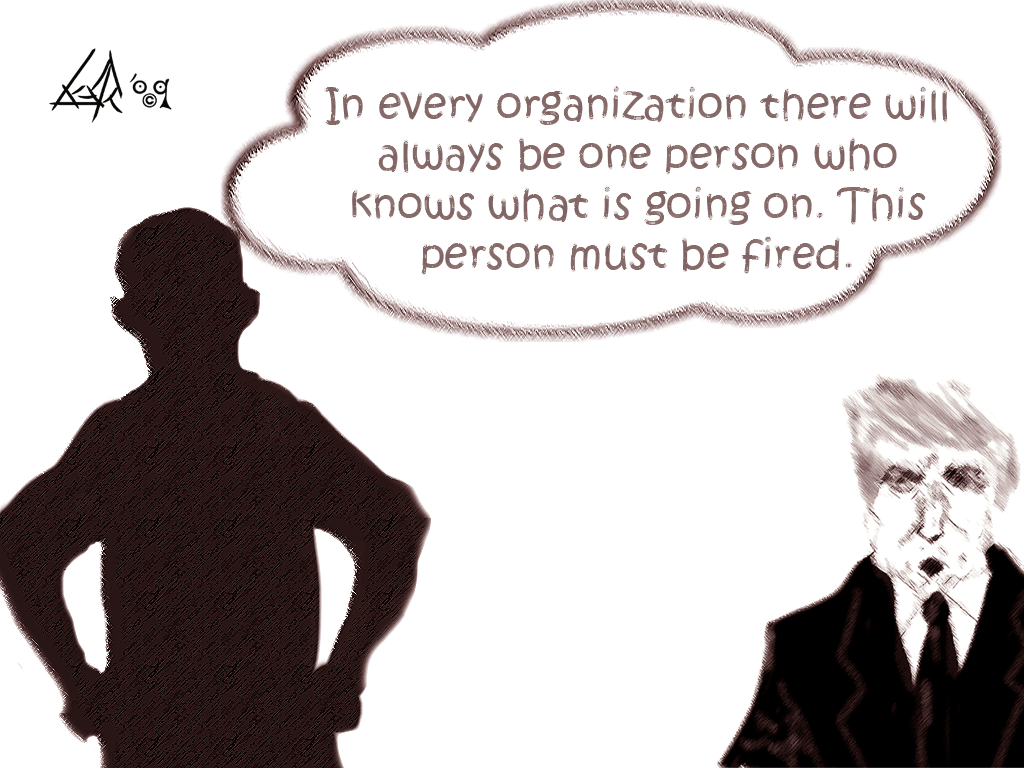
Conway's law (Legea lui Conway): "La orice organizație va fi mereu un singur om care va ști ce se petrece. Ăla trebuie concediat."
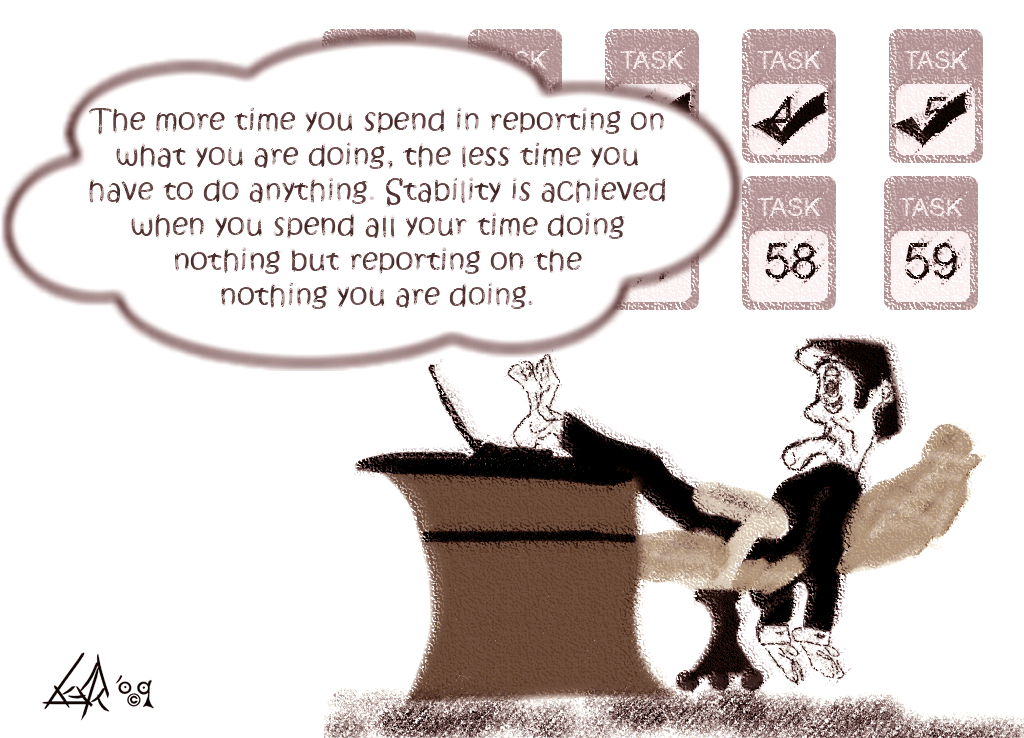
Cohn's law (Legea lui Cohn): "Cu cât mai mult timp petreci trimițând rapoarte despre ce faci, cu atât mai puțin timp mai poți face altceva. Stabilitatea e atinsă când toci tot timpul făcând nimic, dar trimițând rapoarte că exact asta faci: nimic."